# Polycystis ali
Polycystis ali är en plattmaskart som beskrevs av Schockaert 1982. Polycystis ali ingår i släktet Polycystis och familjen Polycystididae.

## Underarter
Arten delas in i följande underarter:
- P. a. galapagos
- P. a. somali